# John Graas
Pour les articles homonymes, voir Graas.
John Graas, né à Dubuque le 14 mars 1917 et mort à Van Nuys le 13 avril 1962 est un corniste américain. Il participe à de nombreux enregistrements de Jazz West Coast dans les années 1950.

## Biographie
John Graas est l'un premier musiciens à introduire le cor dans la musique de jazz. Il travaille pour des grands orchestres, tel celui de Claude Thornhill avant d'être engagé par Stan Kenton de 1950 à 1951. En Californie, il quitte l'orchestre de Kenton et se joint au mouvement naissant du Jazz West Coast. Il enregistre nombre de disques, comme sideman ou comme leader. Il décède en 1962 d'une crise cardiaque.

## Discographie partielle

### Comme leader
- 1956: Jazz Lab 1, Decca Records
- 1957 : Jazz Lab 2, Decca Records
- 1958 : Coup de Graas, Emarcy Records
- 1958 : Jazzmantics, Decca Records

### Comme sideman
- 1954 : Herb Geller, Milt Bernhart, John Graas, Don Fagerquist, Marty Paich, Howard Roberts, Curtis Counce, Larry Bunker : Jazz Studio 2 - From Hollywood, Decca, DL 8079
- 1954 : Jazz Studio 3, Decca Records

## Sources
- Biographie sur le site Allmusic.net